# Institut du monde arabe
Pour les articles homonymes, voir IMA et IDMA.
L'Institut du monde arabe (IMA) est un institut culturel français consacré au monde arabe. Il est présidé par Jack Lang depuis 2013.
Il est situé au cœur de Paris, dans le 5e arrondissement, sur la place Mohammed-V, entre le quai Saint-Bernard et le campus Pierre-et-Marie-Curie.
L'édifice est conçu par un collectif d'architectes (Jean Nouvel, Gilbert Lézénès (d), Pierre Soria et Architecture-Studio) qui tente une synthèse entre culture arabe et culture occidentale.
La construction de ce bâtiment, bien qu'étant inscrite dans la politique de grands travaux voulus par François Mitterrand, est décidée sous le septennat de Valéry Giscard d'Estaing en vue d'améliorer les relations diplomatiques entre la France et les nations arabes. L'IMA est inauguré le 30 novembre 1987 par le président Mitterrand.
La bibliothèque de l'Institut du monde arabe est une des plus importantes bibliothèques européennes consacrées à la culture et à la civilisation arabe.
Fondation privée financée majoritairement par l'État français, l'Institut du monde arabe bénéficie aussi du soutien financier de plusieurs pays de la Ligue arabe.
L'IMA est membre du Forum des instituts culturels étrangers à Paris et d'Échanges et productions radiophoniques (EPRA). Il est parfois surnommé le « Beaubourg arabe », en référence au centre national d'art et de culture Georges-Pompidou, dit centre Beaubourg.
En 2016, il ouvre une antenne à Tourcoing.

## Fondation

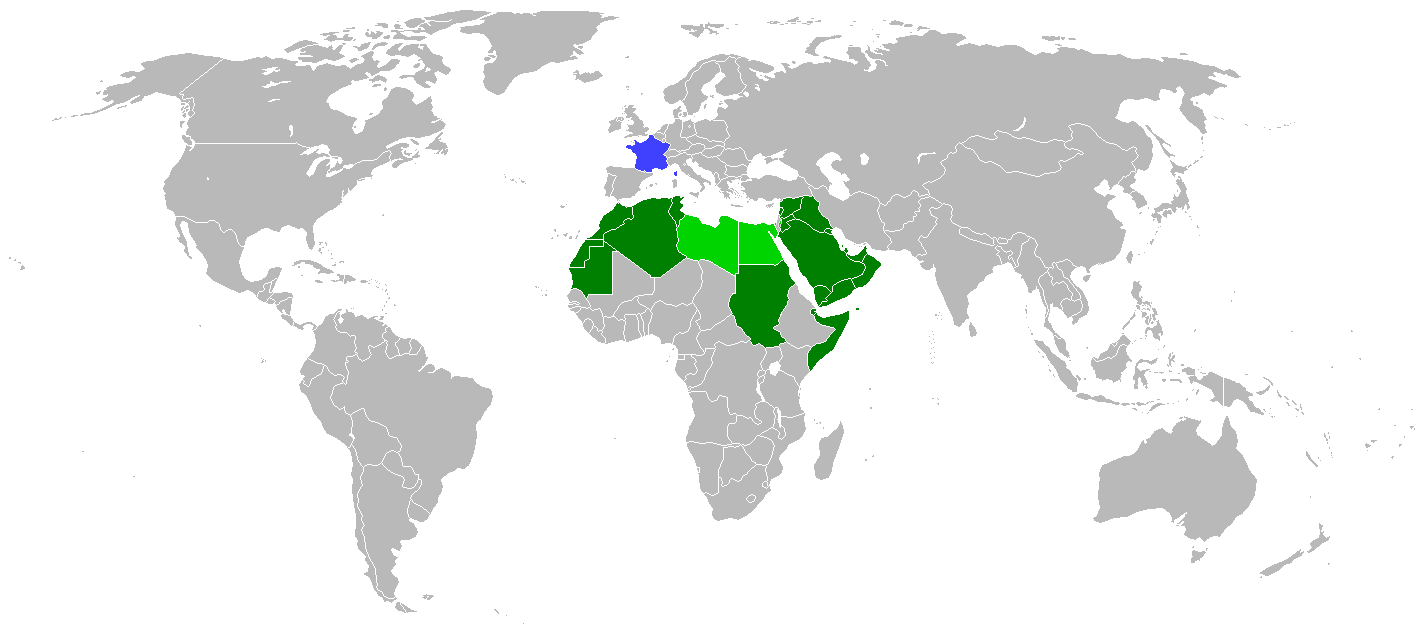
Carte représentant les États membres de l'IMA.

L'Institut est soutenu par une fondation créée en commun par la République française et les États suivants, tous membres de la Ligue arabe : l'Algérie, l'Arabie saoudite, le Bahreïn, Djibouti, les Émirats arabes unis, l'Irak, la Jordanie, le Koweït, le Liban, le Maroc, la Mauritanie, Oman, le Qatar, la Somalie, le Soudan, la Syrie, la Tunisie, le Yémen (à l'époque la République démocratique populaire du Yémen et la République arabe du Yémen).
L'acte de fondation est signé le 28 février 1980 au siège du ministère des Affaires étrangères par les ambassadeurs de ces États :
- Mohamed Sahnoun (ambassadeur d'Algérie) ;
- Jamil Al Hejailan (de) (ambassadeur d'Arabie saoudite) ;
- Salman Al Sabagh (ambassadeur de Bahreïn) ;
- Ahmed Ibrahim Abdi (ambassadeur de Djibouti) ;
- Khamis Butty Al Rhumaithy (chargés d'affaires a.i. pour l'ambassadeur des Émirats arabes unis) ;
- Nouri Ismael El Wayes (ambassadeur d'Irak) ;
- Taher N. Masri (en) (ambassadeur de Jordanie) ;
- Issa A. Al Hamad (ambassadeur du Koweït) ;
- Sami Kronfol (chargés d'affaires a.i. pour l'ambassadeur du Liban) ;
- Youssef Ben Abbes (ambassadeur du Maroc) ;
- Seck Mame N'Diack (ambassadeur de Mauritanie) ;
- Hamad Macki (ambassadeur d'Oman) ;
- Hamad ben Abdelaziz al-Kawari (ambassadeur du Qatar) ;
- Mohamed Warsame (ambassadeur de Somalie) ;
- Bachir Bakri (ambassadeur du Soudan) ;
- Youssef Chakour (ambassadeur de Syrie) ;
- Hédi Mabrouk (ambassadeur de Tunisie) ;
- Ahmed Daifellah Alazeib (ambassadeur de la république arabe du Yémen) ;
- Omar El Hureibi (chargé d'affaires a.i. pour l'ambassadeur de la République démocratique populaire du Yémen).

Les statuts sont approuvés par les représentants des États fondateurs le 23 juin 1980.
Ces États fondateurs sont par la suite rejoints par trois membres de la Ligue arabe qui n'en faisaient pas encore partie : la Libye en 1988, puis l'Égypte et la Palestine en 1989.
Le 14 octobre 1980, la fondation fut également reconnue d'utilité publique par un décret du ministre de l'Intérieur, Christian Bonnet, et du ministre des Affaires étrangères, Jean François-Poncet,.
Cette forme d'établissement est unique, qualifiée de sui generis,.

## Architecture

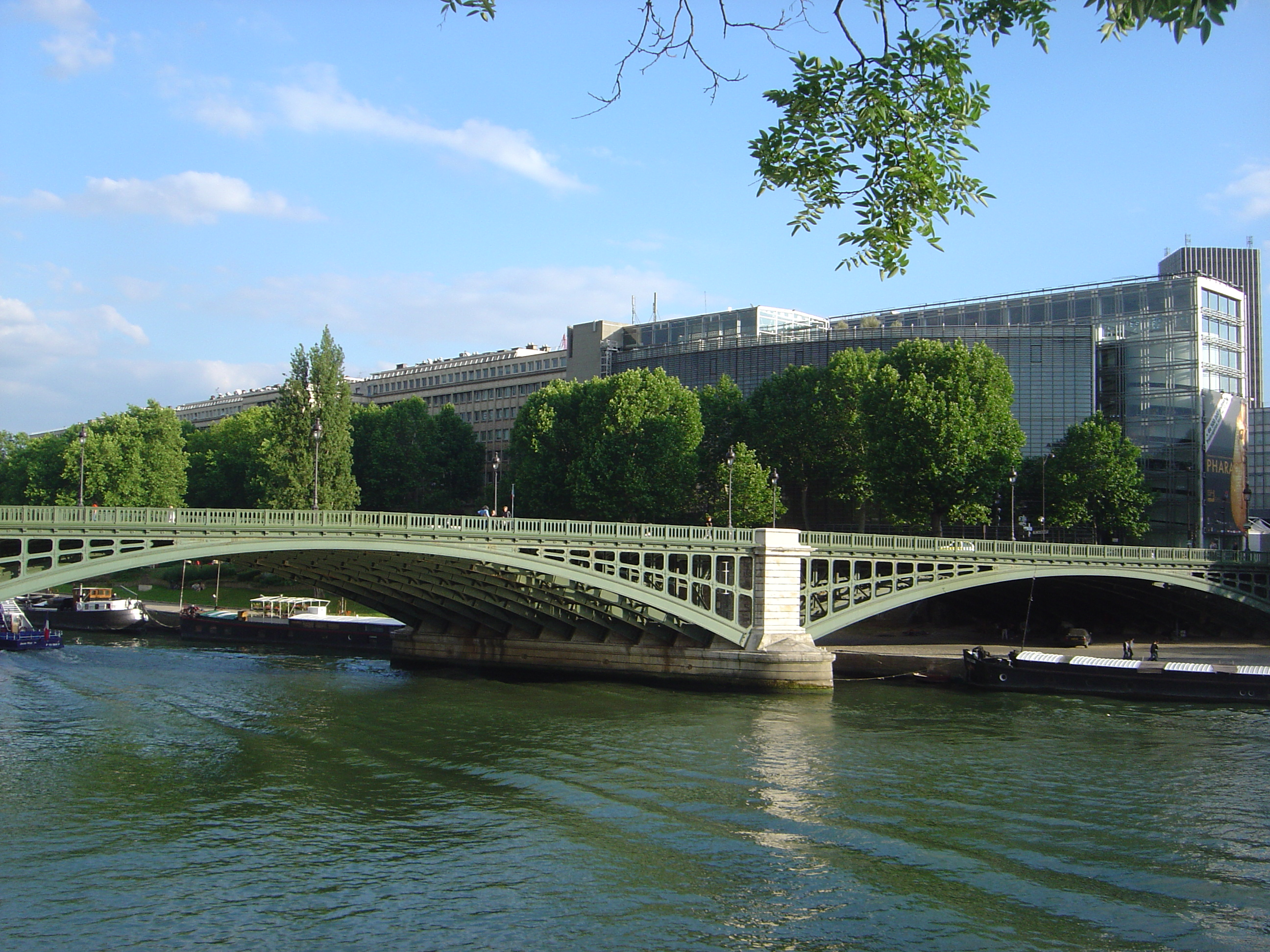
Le bâtiment de l'IMA avec le pont de Sully au premier plan.

Détail des moucharabiehs de la façade sud.

La façade nord est tournée vers le Paris historique, elle symbolise la relation à la ville ancienne, présente de façon allusive sur la façade.
Dessinée par Jean Nouvel,  Gilbert Lézénès, Pierre Soria et Architecture-Studio, la façade sud reprend les thèmes historiques de la géométrie arabe puisqu'elle est composée de 240 moucharabiehs.
Ces derniers sont munis de diaphragmes qui peuvent s'ouvrir et se fermer ; ceci devait initialement se faire en fonction de l'ensoleillement, afin de remplir le rôle de régulateur thermique, mais les cellules photoélectriques chargées de piloter ce dispositif ont montré des défaillances, si bien que l'ouverture et la fermeture se font désormais à chaque changement d'heure.
Le bâtiment reçoit le prix de l'Équerre d'argent en 1987, ainsi que l'un des prix Aga Khan d'architecture décernés au cours de son 4e cycle (1987–1989).

## Direction des musées et des expositions

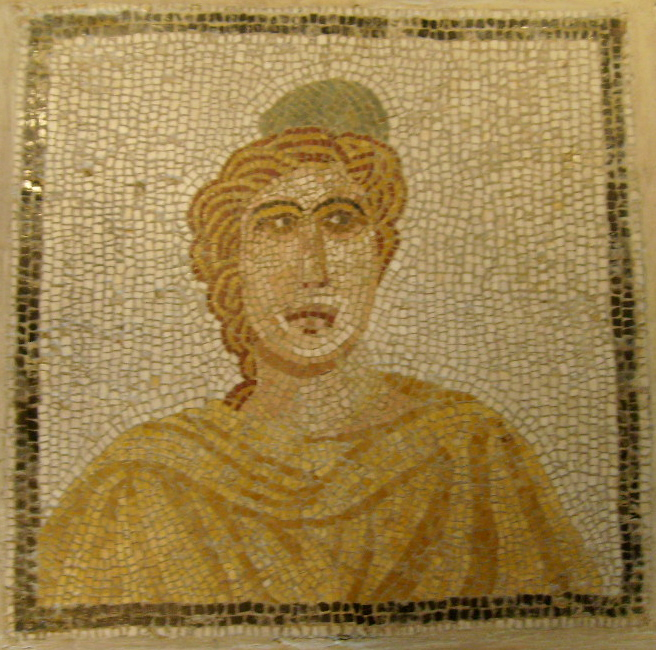
Exemple de pièce appartenant aux collections de l'IMA : une mosaïque du IIIe siècle découverte à Althiburos en Tunisie.

Cette direction, créée à l'été de 2007, regroupe les expositions temporaires et le musée permanent de l'IMA. L'objectif de la direction est de faire connaître la culture et la civilisation arabes par le biais de ses réalisations artistiques.

### Collections permanentes
La muséographie privilégie un dialogue entre des œuvres et des objets appartenant à des domaines rarement mis en regard :
- Archéologies antique et médiévale ;
- Art et artisanat ;
- Ethnographie ;
- Création contemporaine.

Le parcours sur quatre niveaux du bâtiment, du 7e au 4e étage, s’articule autour de cinq thématiques :
- La naissance d'une identité ;
- Des dieux à Dieu ;
- Déambuler dans une ville arabe ;
- Les expressions de la beauté ;
- Le corps, soi et l'autre.

Le 24 octobre 2018, le musée a reçu la donation de Claude et France Lemand de 1 300 œuvres de 94 artistes contemporains du monde arabe, portée à 1 600 œuvres en 2021, qui avec le fonds existant, constitue la plus importante au monde après celle du musée de Doha.

### Expositions temporaires

Le bâtiment de l'IMA orné d'une affiche pour l'exposition Bonaparte et l'Égypte.

Les expositions temporaires présentent au grand public le patrimoine des pays arabes, de la préhistoire à nos jours. Une grande exposition est inaugurée chaque année à l'automne et des expositions thématiques (art contemporain, actualité, photographie...) émaillent l'année culturelle.
Dernières expositions notoires :
- Les Mille et Une Nuits (27 novembre 2012 – 28 avril 2013) ;
- Il était une fois l'Orient Express (4 avril – 31 août 2014) ;
- Hajj, le pèlerinage à La Mecque (23 avril – 17 août 2014) ;
- Le Maroc contemporain (15 octobre 2014 – 25 janvier 2015) ;
- Desdémone… entre désir et désespoir (26 mars – 26 juillet 2015) ;
- Jardins d'Orient, de l'Alhambra au Taj Mahal (19 avril – 25 septembre 2016) ;
- Aventuriers des Mers, de Sindbad à Marco Polo (5 novembre 2016 – 26 février 2017) ;
- Chrétiens d'Orient, Deux mille ans d'histoire (26 septembre 2017 – 14 janvier 2018) ;
- Al Ula, merveille d'Arabie (9 octobre 2019 – 8 mars 2020) ;
- Divas, d'Oum Kalthoum à Dalida (19 mai – 26 septembre 2021) ;
- Juifs d'Orient : Une histoire plurimillénaire (21 novembre 2021 – 13 mars 2022) ;
- Habibi, les révolutions de l'amour (27 septembre 2022 – 19 février 2023).
- Trésors sauvés de Gaza – 5000 ans d’Histoire (3 avril 2025 – 2 novembre 2025).
- Le mystère Cléopâtre (11 juin 2025 – 11 janvier 2026).

## Bibliothèque

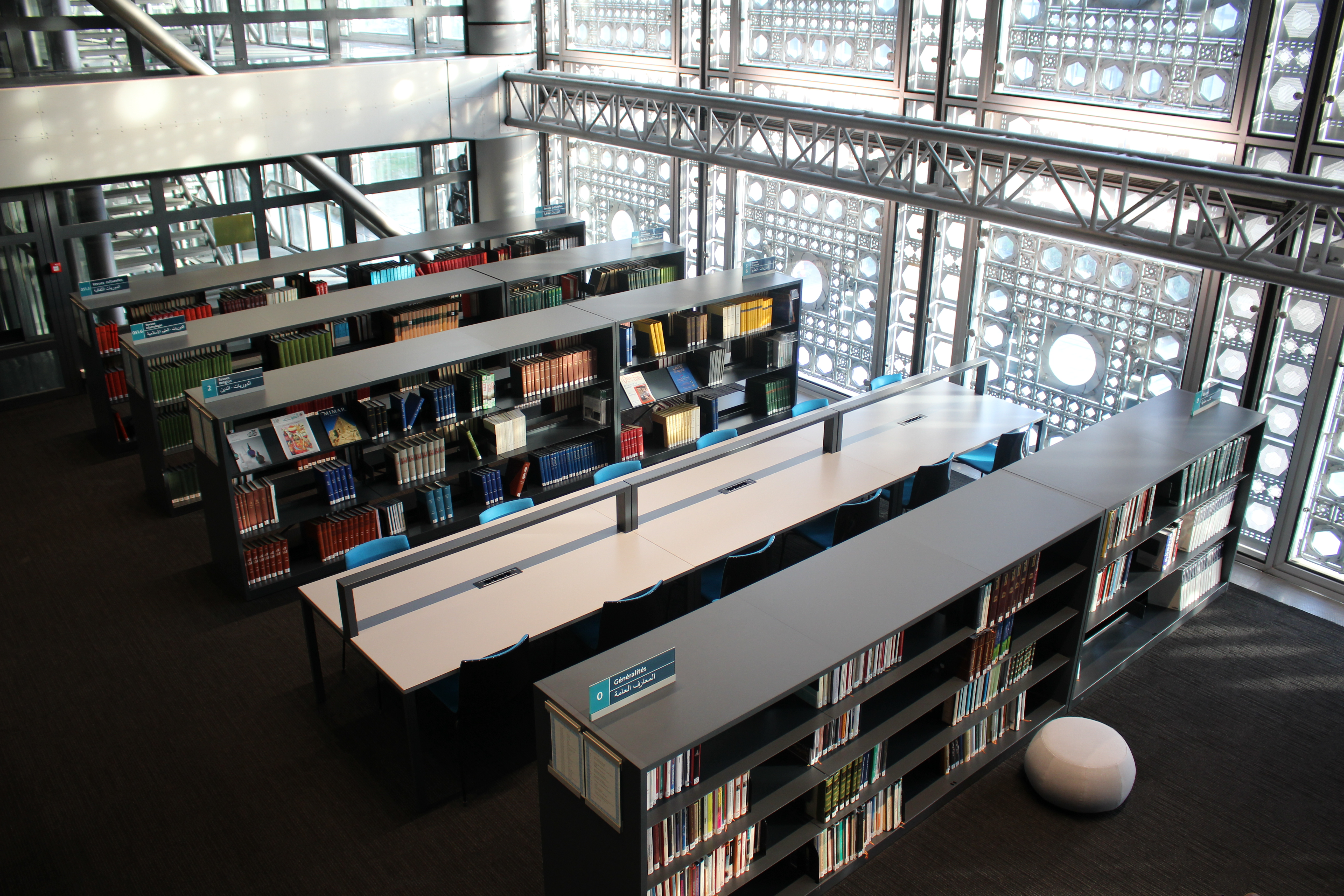
Bibliothèque de l'IMA.

La bibliothèque de l'Institut du monde arabe (BIMA) présente, à travers ses collections encyclopédiques et multilingues, la culture et la civilisation arabe. Elle s'inscrit ainsi dans l'un des objectifs que s'est fixé l'IMA : développer et approfondir en France l'étude, la connaissance et la compréhension du monde arabe, de sa langue, de sa civilisation et de son effort de développement. Tournée délibérément vers la période contemporaine, la BIMA rassemble également les sources de la culture arabe classique. Elle s'efforce ainsi de satisfaire les besoins des spécialistes comme ceux d'un large public. L'accès est libre et gratuit pour la consultation des documents sur place. Pour bénéficier du prêt à domicile (payant et réservé aux habitants de l'Île de France), il faut avoir une carte de lecteur,.
Après trois ans de travaux, la bibliothèque de l'IMA a rouvert ses portes le 31 mars 2017. Elle propose 150 places assises sur trois salles de lecture reliées par la Tour des Livres dont les parois sont garnies des collections de littérature.
Les points forts des collections de la BIMA sont la littérature arabe contemporaine, l'art, les sciences humaines et sociales. Environ 45 % des collections sont en langue arabe. Le catalogue est en ligne.
La bibliothèque fait partie du réseau Sudoc depuis 2013 : les nouvelles acquisitions, les périodiques et une partie du fonds patrimonial sont signalés dans le catalogue Sudoc. Un partenariat avec la Bibliotheca Alexandrina a permis de constituer une bibliothèque numérique de plus de 1 000 titres issus des fonds patrimoniaux de la BIMA.
La BIMA est également partenaire du réseau Eurêkoi, un service de questions-réponses en ligne, et répond aux questions sur le monde arabe et la civilisation islamique.

## Médiathèque Jeunesse
Il existe également une médiathèque jeunesse destinée au jeune public jusqu'à 12 ans. Lieu d'animation proposant une heure de conte bi-hebdomadaire, c'est aussi un centre de ressources sur la littérature jeunesse arabe pour les professionnels (enseignants, bibliothécaires, documentalistes et médiateurs du livre) grâce à son fonds de plusieurs milliers de livres pour les enfants en français, en arabe et en bilingue. Elle propose sur son site des bibliographies thématiques pour les scolaires, des coups de cœur d'ouvrages jeunesse et des ressources documentaires.

## Prix de la littérature arabe
Créé en 2013 par la Fondation Jean-Luc Lagardère et l'Institut du monde arabe, le prix de la littérature arabe distingue la création littéraire arabe. Doté de 8 000 € (10 000 € jusqu'en 2024), il récompense un roman ou un recueil de nouvelles écrit par une personne originaire et/ou ressortissant de l'un des pays de la Ligue arabe. L'ouvrage doit être écrit en arabe et traduit en français, ou directement écrit en français, et publié à compte d'éditeur.
| No | Année | Auteur ou autrice         | Pays            | Titre                                         | Publication | Publication                                                                   | ISBN                                |
| -- | ----- | ------------------------- | --------------- | --------------------------------------------- | ----------- | ----------------------------------------------------------------------------- | ----------------------------------- |
| 1  | 2013  | Jabbour Douaihy           | Liban           | شريد المنازل (Šarīd al-manāzil)               | 2010        | Beyrouth, Dar al-Saqi (ar)                                                    | 978-1-85516-870-1                   |
| 1  | 2013  | Jabbour Douaihy           | Liban           | Saint Georges regardait ailleurs              | 2013        | Arles, Actes Sud-Sindbad, coll. « Mondes arabes », trad. Stéphanie Dujols     | 978-2-330-01636-4 978-2-330-11561-6 |
| 2  | 2014  | Mohamed al-Fakharany (ar) | Égypte          | فاصل للدهشة (Fāṣil li-l-dahšaẗ)               | 2007        | Le Caire, Eddar Press (ar)                                                    | 977-6227-07-4                       |
| 2  | 2014  | Mohamed al-Fakharany (ar) | Égypte          | La Traversée du K.-O.                         | 2014        | Paris, Le Seuil, trad. Marianne Babut                                         | 978-2-02-110537-7 978-2-02-115878-6 |
| 3  | 2015  | Mohammed Hasan Alwan      | Arabie saoudite | القندس (Al-qundus)                            | 2011        | Beyrouth, Dar al-Saqi (ar)                                                    | 978-1-85516-836-7                   |
| 3  | 2015  | Mohammed Hasan Alwan      | Arabie saoudite | Le Castor                                     | 2015        | Paris, Le Seuil, trad. Stéphanie Dujols                                       | 978-2-02-111453-9 978-2-02-111455-3 |
| 4  | 2016  | Inaam Kachachi            | Irak            | طشاري (Ṭaššārī)                               | 2012        | Beyrouth, Dar al-Jadid (ar)                                                   | 978-9953-11-006-6                   |
| 4  | 2016  | Inaam Kachachi            | Irak            | Dispersés                                     | 2015        | Paris, Gallimard, coll. « Du monde entier », trad. François Zabbal (d)        | 978-2-07-014726-7 978-2-07-256830-5 |
| 5  | 2017  | Sinan Antoon (en)         | Irak            | وحدها شجرة الرمان (Waḥdahā šaǧarẗ al-rummān)  | 2010        | Beyrouth, Fondation arabe pour les études et l'édition (ar)                   | 978-9953-36-339-4                   |
| 5  | 2017  | Sinan Antoon (en)         | Irak            | Seul le grenadier                             | 2017        | Arles, Actes Sud-Sindbad, coll. « Babel » (no 1571), trad. Leyla Mansour      | 978-2-330-10955-4 978-2-330-07492-0 |
| 6  | 2018  | Omar Robert Hamilton (d)  | Égypte          | The City Always Wins                          | 2017        |                                                                               |                                     |
| 6  | 2018  | Omar Robert Hamilton (d)  | Égypte          | La ville gagne toujours                       | 2018        | Paris, Gallimard, coll. « Du monde entier », trad. Sarah Gurcel               | 978-2-07-272395-7 978-2-07-272396-4 |
| 7  | 2019  | Mohammed Abdelnabi (ar)   | Égypte          | في غرفة العنكبوت (Fī ġurfaẗ al-ʿankabūt)      | 2017        | Le Caire, Dar al-ʻAyn lil-Nashr                                               | 978-977-490-384-7                   |
| 7  | 2019  | Mohammed Abdelnabi (ar)   | Égypte          | La Chambre de l'araignée                      | 2019        | Arles, Actes Sud-Sindbad, coll. « Mondes arabes », trad. Gilles Gauthier      | 978-2-330-12220-1 978-2-330-12221-8 |
| 8  | 2020  | Abdelaziz Baraka Sakin    | Soudan          | الجنقو مسامير الأرض (Al-ǧanqū masāmīr al-arḍ) | 2016        | Djouba, Rafiki for Printing & Publishing                                      | 978-977-796-103-5                   |
| 8  | 2020  | Abdelaziz Baraka Sakin    | Soudan          | Les Jango                                     | 2020        | Paris, Zulma, trad. Xavier Luffin (d)                                         | 978-2-84304-846-3 978-2-84304-954-5 |
| 9  | 2021  | Jokha Alharthi            | Oman            | سيّدات القمر (Sayyidāt al-qamar)               | 2010        | Beyrouth, Dar al-Adab (ar)                                                    | 978-9953-89-155-2                   |
| 9  | 2021  | Jokha Alharthi            | Oman            | Les Corps célestes                            | 2021        | Paris, Stéphane Marsan, trad. Khaled Osman                                    | 978-2-37834-083-4 978-2-37834-010-0 |
| 10 | 2022  | Yamen Manaï               | Tunisie         | Bel abîme                                     | 2021        | Paris, Elyzad                                                                 | 978-2-492270-44-4 978-2-492270-47-5 |
| 11 | 2023  | Feurat Alani              | Irak            | Je me souviens de Falloujah                   | 2023        | Paris, JC Lattès                                                              | 978-2-7096-7124-8 978-2-7096-7094-4 |
| 12 | 2024  | Amira Ghenim              | Tunisie         | نازلة دار الأكابر (Nāzilaẗ dār al-akābir)     | 2021        |                                                                               | 978-992091167-2 978-993824140-2     |
| 12 | 2024  | Amira Ghenim              | Tunisie         | Le Désastre de la maison des notables         | 2024        | Paris, Philippe Rey, et Alger, Barzakh, coll. « Khamsa », trad. Souad Labbize | 978-2-38482-092-4 978-2-38482-093-1 |

## Services
L'Institut compte aussi :
- des spectacles ;

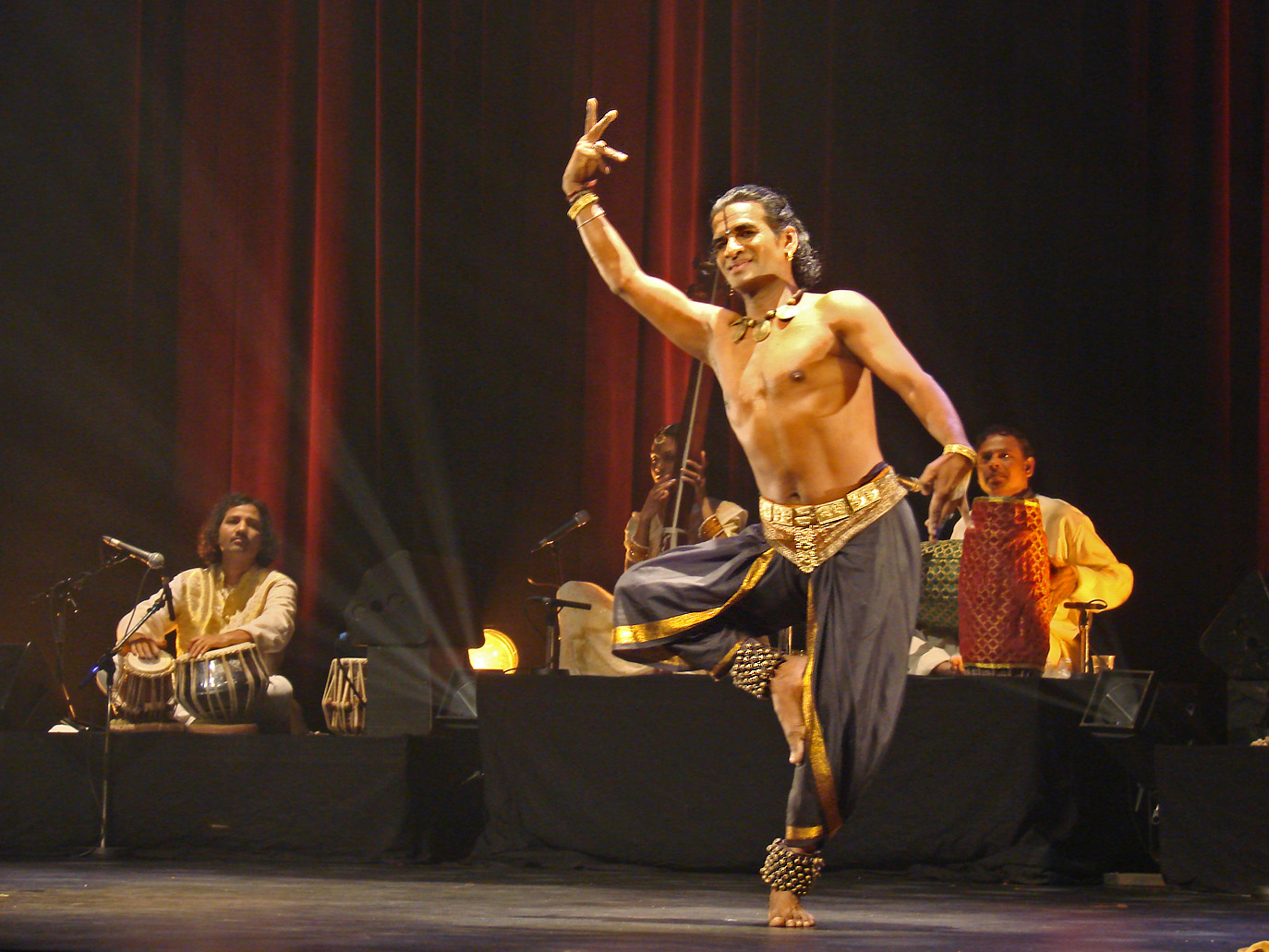
Spectacle de la compagnie Raghunath Manet à l'IMA.

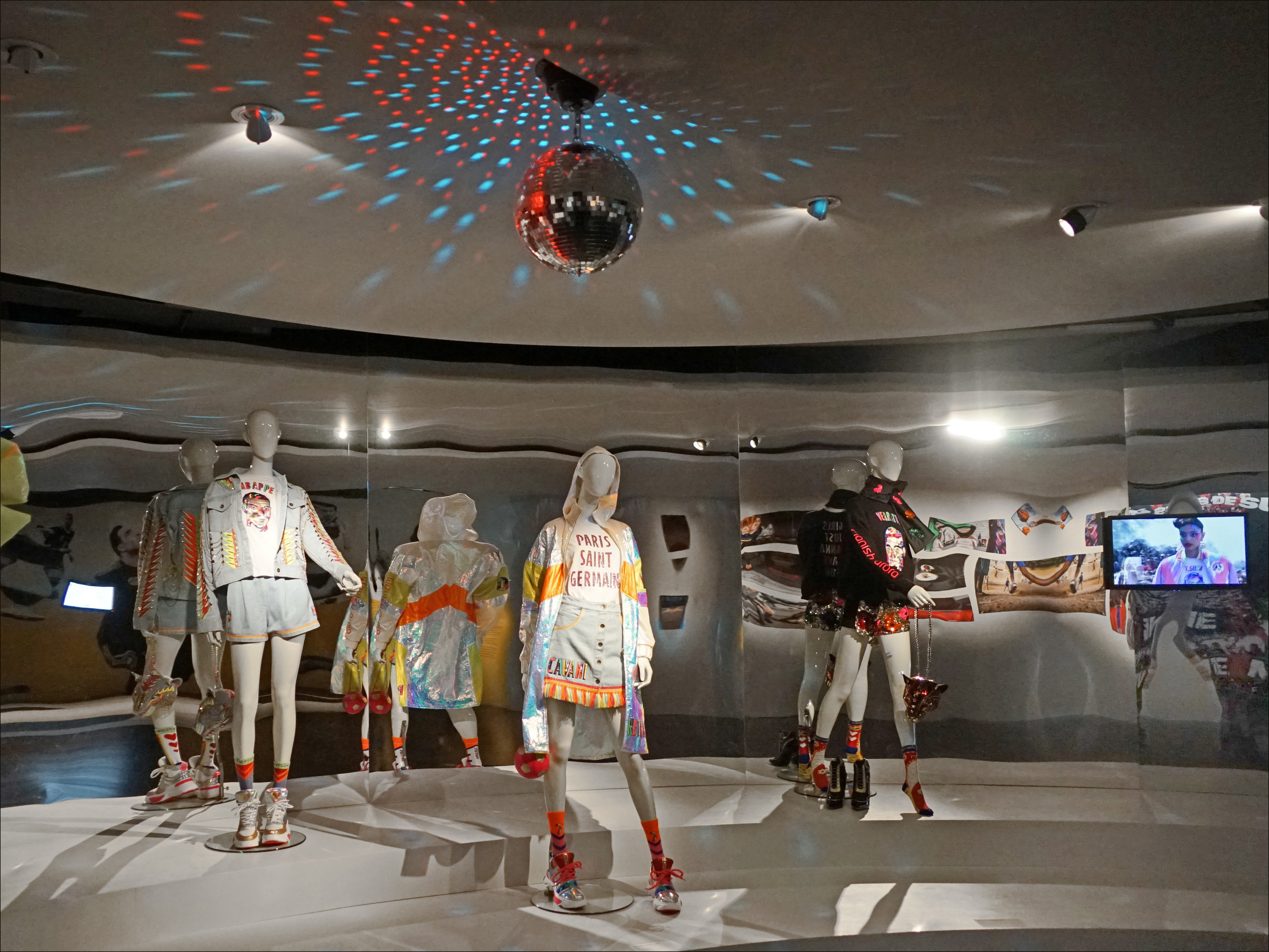
Une exposition sur le foot à l'IMA.

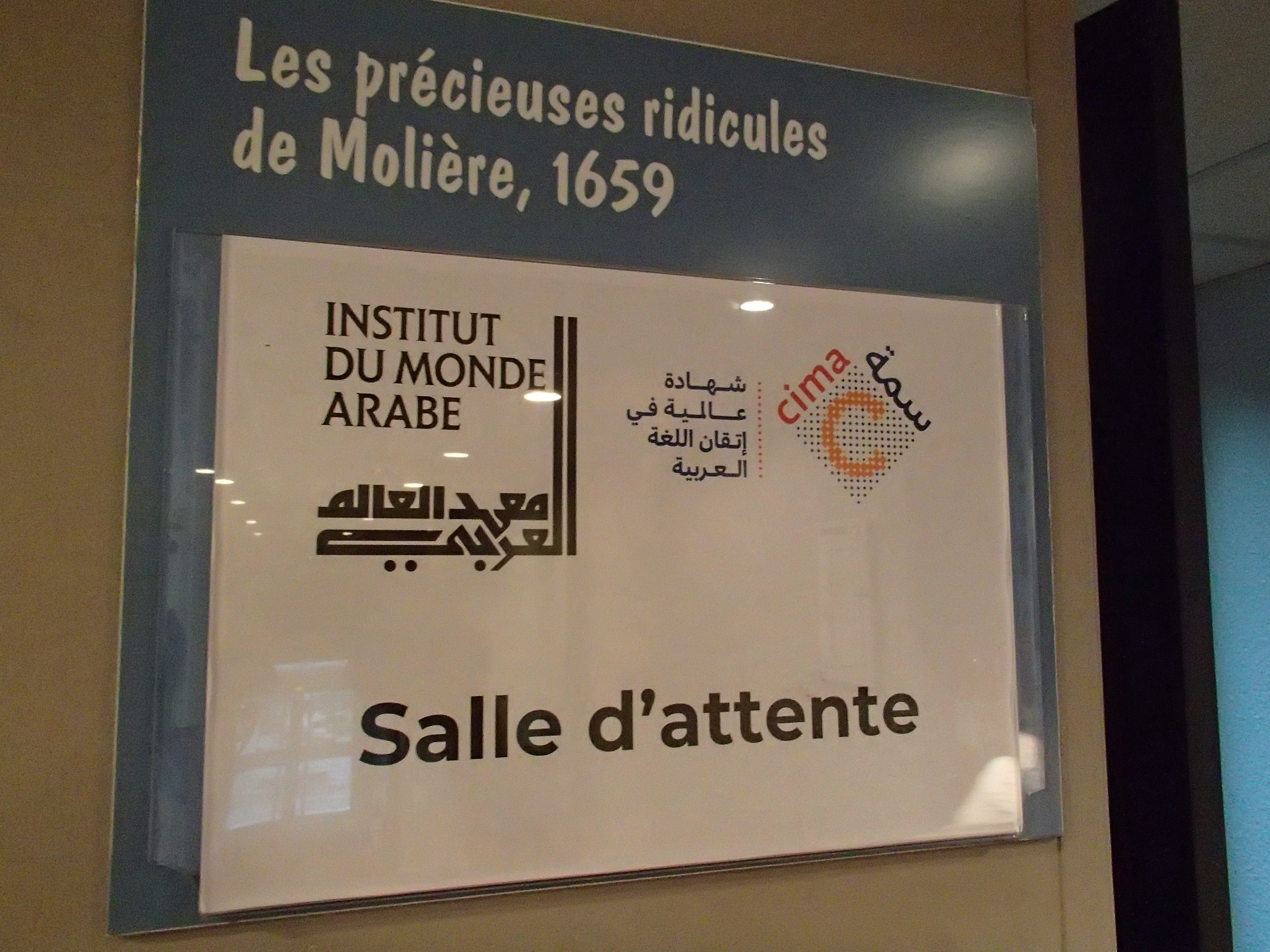
Première session CIMA organisée en France.

- des activités pour le jeune public ;
- une librairie-boutique[38] qui propose aussi de la vente par correspondance ;
- un auditorium accueillant les spectacles, les conférences et les projections de films ;
- un centre de langue et de civilisation arabes[39] qui propose des cours d'arabe littéral et dialectal ;
- un restaurant gastronomique avec vue sur Paris.

En mars 2019, l'Institut lance un nouveau festival trimestriel, Arabofolies, « à la fois centré sur la musique et ouvert à l’interdisciplinarité. L’enjeu est de faire vivre, pendant une dizaine de jours et autour d’un fil thématique, les liens existants entre les diverses disciplines et la cohésion qui en découle. Première édition du 1er au 10 mars, sur le thème Résistances, en lien avec la Journée internationale des droits des femmes ».
Le 15 avril 2019, l'Institut lance le Certificat international de maîtrise en arabe (CIMA),, la première certification internationale en arabe alignée sur le CECRL. La première session officielle a eu lieu en mai et juin 2019. L'Institut est à ce titre membre associé de Association of Language Testers in Europe (en) (ALTE).

## Antenne de Tourcoing
En 2012, l'Institut a ouvert une antenne à Tourcoing. Fin 2015, l'antenne, désormais autonome et formée en groupement d'intérêt public, se nomme l'Institut du monde arabe-Tourcoing et poursuit un projet scientifique et culturel propre. Fin 2016, l'IMA-Tourcoing s'installe dans l'ancienne école de natation, rue Gabriel-Péri, avec un espace consacré à une collection permanente, un centre de langue et un espace consacré à de petites formes de spectacles et conférences. Avec le soutien financier de la région Hauts-de-France, de la ville de Tourcoing, de la Métropole européenne de Lille et du FEDER, la première phase de cette reconversion permet à l’IMA-Tourcoing de déployer une partie de ses activités dans un lieu ouvert sur le monde dès le 17 novembre 2016.

## Activités annexes

### Édition
L'Institut a édité notamment la revue Qantara, de 1991 à 2018. En 2020, l'IMA, en partenariat avec les éditions du Seuil, a lancé une nouvelle collection Araborama.

### IMA Comedy Club
Depuis 2020, l'Institut du monde arabe accueille chaque année des spectacles d'humoristes à l'occasion d'un comedy club dénommé IMA Comedy Club.

## Gouvernance

### Présidents

#### Présidents du conseil d'administration
- 1977–1980 : Jean Basdevant (d)[46]
- 1980–1985 : Philippe Ardant[46]
- 1985–1986 : Pierre Guidoni[46]
- 1986–1988 : Paul Carton (d)[46]
- 1988–1995 : Edgard Pisani
- 1995–2002 : Camille Cabana
- 2002–2004 : Denis Bauchard (d)
- 2004–2007 : Yves Guéna
- 2007–2009 : Dominique Baudis
- 2009–2013 : Bruno Levallois (d)

#### Présidents du Haut conseil
- 2009–2011 : Dominique Baudis
- 2011–2012 : Renaud Muselier

#### Président du conseil d'administration et du Haut conseil
- 2013–en cours : Jack Lang

### Directeurs généraux
- 1984–1990 : Bassem Jisr
- 1991–1998 : Mohamed Bennouna
- 1999–2005 : Nasser El Ansary
- 2005–2011 : Mokhtar Taleb-Bendiab
- 2011–? : Mona Khazindar (en)
- 2016–2022 : Mojeb al-Zahrani

## Financement
L'Institut reçoit une subvention annuelle de 12 millions d'euros versée depuis 2008 par le ministère des Affaires étrangères.
L’Arabie saoudite a engagé en 2017 un don de 5 millions d'euros pour la rénovation et la modernisation de l'immeuble de l'Institut.
Dans un rapport publié le 9 décembre 2024, la Cour des comptes pointe un « déficit d'exploitation endémique » et le fait que l'Institut est « structurellement déficitaire ». Originellement, cette fondation privée reconnue d'utilité publique devait être financée quasiment à parité par la France et 22 États arabes cofondateurs. Dans les faits, elle fonctionne essentiellement grâce à la subvention accordée par le ministère des Affaires étrangères.

## Gestion
L'Institut a été placé sous le contrôle financier de l'État par un arrêté du 28 mars 1996.
La gestion de l'Institut a fait l'objet en 2008 d'un rapport d'information au Sénat par Adrien Gouteyron au nom de la commission des Finances à la suite d'un déficit d'exploitation cumulé de 38,5 millions d'euros. À cette époque, l'IMA est en « quasi cessation de paiement » après la défaillance des pays de la Ligue arabe qui devaient assurer le financement de l'Institut à hauteur de 40 %.
Aujourd'hui, cette participation ne dépasse plus les 10 %, laissant une ardoise pour l'État français de plus de 12 millions d'euros par an.
En 2009, l'élection de Dominique Baudis au Parlement européen avait conduit à dédoubler la fonction de président afin de lui permettre de continuer à diriger l'Institut sans y exercer de fonction exécutive. Pour ce faire, le conseil d'administration était désormais présidé par Bruno Levallois cependant qu'un Haut conseil était créé avec Dominique Baudis comme président.
Depuis la nomination de Jack Lang à la présidence de l'IMA, la fréquentation augmente fortement : d'une moyenne de 530 000 visiteurs avant son arrivée, elle dépasse un million de visiteurs en 2014, et atteint 757 000 visiteurs en 2015 et 840 000 en 2016. Ce renouveau, combiné au rétablissement des équilibres financiers de l'Institut, est salué par la presse. Les coûts de fonctionnement sont élevés du fait des effectifs importants avec 145 permanents, ce qui représente la moitié du budget. Quant au bâtiment créé par Jean Nouvel, ses frais de maintenance sont lourds également et s’élèvent à trois millions d'euros par an. Mais l'Institut du monde arabe parvient à dégager des recettes propres importantes, issues du mécénat, de privatisations d'espaces, ou de l'enseignement de la langue arabe. Outre des expositions à fort succès, l'IMA organise à l'initiative de Jack Lang plusieurs nouvelles manifestations telles les Journées de l'histoire de l'Institut du monde arabe ou les Rencontres économiques du monde arabe. À la suite de la publication par le magazine Capital d'un article mettant en cause sa gestion, l'IMA publie un droit de réponse pour dénoncer des « contrevérités et approximations » ; ce droit de réponse conteste en particulier très vivement les fausses informations de l'article relatives à de prétendus frais de bouche de Jack Lang. Dès 2014, l'Institut du monde arabe avait dénoncé une « campagne d'enfumage » fomentée par le traiteur dont l'IMA avait initié la résiliation du contrat.

## Dans les arts et la culture
L'Institut est objet d'un timbre français émis en 1990, créé par Claude Andréotto.
La façade de moucharabiehs (extérieur et intérieur) sert de décor en 2007 dans un spot publicitaire réalisé par Michael Haussman (en) pour le parfum Elle de Yves Saint Laurent, mettant en scène Coco Rocha.